# 7599 Munari
7599 Munari (1994 PB) là một tiểu hành tinh vành đai chính được phát hiện ngày 3 tháng 8 năm 1994 bởi A. Boattini ở San Marcello.